# Champigneul-Champagne
Champigneul-Champagne és un municipi francès, situat al departament del Marne i a la regió del Gran Est. L'any 2007 tenia 275 habitants.

## Demografia

### Població
El 2007 la població de fet de Champigneul-Champagne era de 275 persones. Hi havia 109 famílies, de les quals 18 eren unipersonals (9 homes vivint sols i 9 dones vivint soles), 48 parelles sense fills, 39 parelles amb fills i 4 famílies monoparentals amb fills.
La població ha evolucionat segons el següent gràfic:
Habitants censats

### Habitatges
El 2007 hi havia 122 habitatges, 108 eren l'habitatge principal de la família, 4 eren segones residències i 10 estaven desocupats. 119 eren cases i 2 eren apartaments. Dels 108 habitatges principals, 83 estaven ocupats pels seus propietaris, 19 estaven llogats i ocupats pels llogaters i 7 estaven cedits a títol gratuït; 1 tenia dues cambres, 9 en tenien tres, 21 en tenien quatre i 77 en tenien cinc o més. 101 habitatges disposaven pel capbaix d'una plaça de pàrquing. A 36 habitatges hi havia un automòbil i a 66 n'hi havia dos o més.

### Piràmide de població
La piràmide de població per edats i sexe el 2009 era:
| Homes | Edats   | Dones |
| ----- | ------- | ----- |
| 0     | 95 o +  | 0     |
| 0     | 90 a 94 | 0     |
| 0     | 85 a 89 | 0     |
| 0     | 80 a 84 | 0     |
| 4     | 75 a 79 | 12    |
| 8     | 70 a 74 | 8     |
| 8     | 65 a 69 | 0     |
| 12    | 60 a 64 | 12    |
| 0     | 55 a 59 | 0     |
| 12    | 50 a 54 | 12    |
| 4     | 45 a 49 | 0     |
| 4     | 40 a 44 | 8     |
| 16    | 35 a 39 | 12    |
| 20    | 30 a 34 | 8     |
| 8     | 25 a 29 | 4     |
| 0     | 20 a 24 | 4     |
| 4     | 15 a 19 | 8     |
| 12    | 10 a 14 | 0     |
| 4     | 5 a 9   | 4     |
| 8     | 0 a 4   | 4     |

## Economia
El 2007 la població en edat de treballar era de 174 persones, 126 eren actives i 48 eren inactives. De les 126 persones actives 121 estaven ocupades (68 homes i 53 dones) i 5 estaven aturades (4 homes i 1 dona). De les 48 persones inactives 16 estaven jubilades, 11 estaven estudiant i 21 estaven classificades com a «altres inactius».

### Ingressos
El 2009 a Champigneul-Champagne hi havia 111 unitats fiscals que integraven 285,5 persones, la mediana anual d'ingressos fiscals per persona era de 19.756 €.

### Activitats econòmiques
Dels 9 establiments que hi havia el 2007, 1 era d'una empresa extractiva, 2 d'empreses de construcció, 1 d'una empresa de comerç i reparació d'automòbils, 2 d'empreses financeres, 1 d'una empresa immobiliària, 1 d'una empresa de serveis i 1 d'una entitat de l'administració pública.
Els 2 serveis als particulars que hi havia el 2009 eren fusteries.
L'any 2000 a Champigneul-Champagne hi havia 17 explotacions agrícoles.

## Poblacions més properes
El següent diagrama mostra les poblacions més properes.